# Schüler-Express
Schüler-Express war ein Jugendmagazin im ZDF.
Der Schüler-Express wurde von 1974 bis 1987 vierzehntäglich jeweils freitags nachmittags ausgestrahlt. Zielgruppe der Fernsehsendung waren die 8- bis 13-jährigen Schüler. Es wurde Beiträge für das Magazin vorbereitet, die Problemthemen wie Erste Liebe, Scheidung der Eltern oder Drogenkonsum zum Inhalt hatten. Hinzu kamen gesellschaftlich und kulturell interessante Themen für diese Zielgruppe. Erstmals wurden im deutschen Fernsehen Musikvideoclips in diesem Programm ausgestrahlt. Ab 1979 verlieh eine Schülerjury alljährlich den Jugendliteraturpreis Preis der Leseratten. Dieser Preis hatte auch noch Bestand, als das Magazin 1987 eingestellt wurde. Die letzte Preisverleihung fand 1992 statt.
1985 erhielt Christiane Hiemsch eine ehrende Anerkennung beim Adolf-Grimme-Preis für die Reportage Zensur.